# Hostotipaquillo
Hostotipaquillo là một đô thị thuộc bang Jalisco, México. Năm 2005, dân số của đô thị này là 8228 người.